# Lindbergella
Lindbergella és un gènere monotípic de plantes de la família de les poàcies. La seva única espècie: Lindbergella sintenisii (H.Lindb.) Bor, és originària de Xipre.

## Descripció
És una planta anual amb culms herbacis. Les fulles no auriculades. Làmines foliares estretes, sense nervadura transversals. Lígula una membrana no truncada de 2-3 mm de llarg. Plantes bisexuals, amb espiguetes bisexuals I flors hermafrodites. Les espiguetes totes iguals en la sexualitat. Inflorescència paniculada; oberta; sense rametss conspícuament divaricades. Les espiguetes fèrtils en eixos persistents. Espiguetes femenines fèrtils de 3-4.5 mm de llarg, comprimides lateralment, desarticulant-se per sobre de les glumes. Raquilla perllongada més enllà del floret femení fèrtil superior. L'extensió de la raquilla, amb flors incompletes amb calls peluts absents. Glumes dos, molt desiguals a més o menys iguals; més curtes que els lemes adjacents; sense arestes; carinades; similar. Gluma inferior 3 nervada. La gluma superior amb 3, o 5 nervis. Espiguetes amb flòsculs incomplets.

## Taxonomia
Lindbergella sintenisii va ser descrita per (H.Lindb.) Bor i publicada a Flora of Cyprus 63: 368. 1969.
Sinonímia
- Lindbergia sintenisii (H.Lindb.) Bor
- Poa sintenisii H.Lindb.[3][4]